# Reviravolta de Constantino

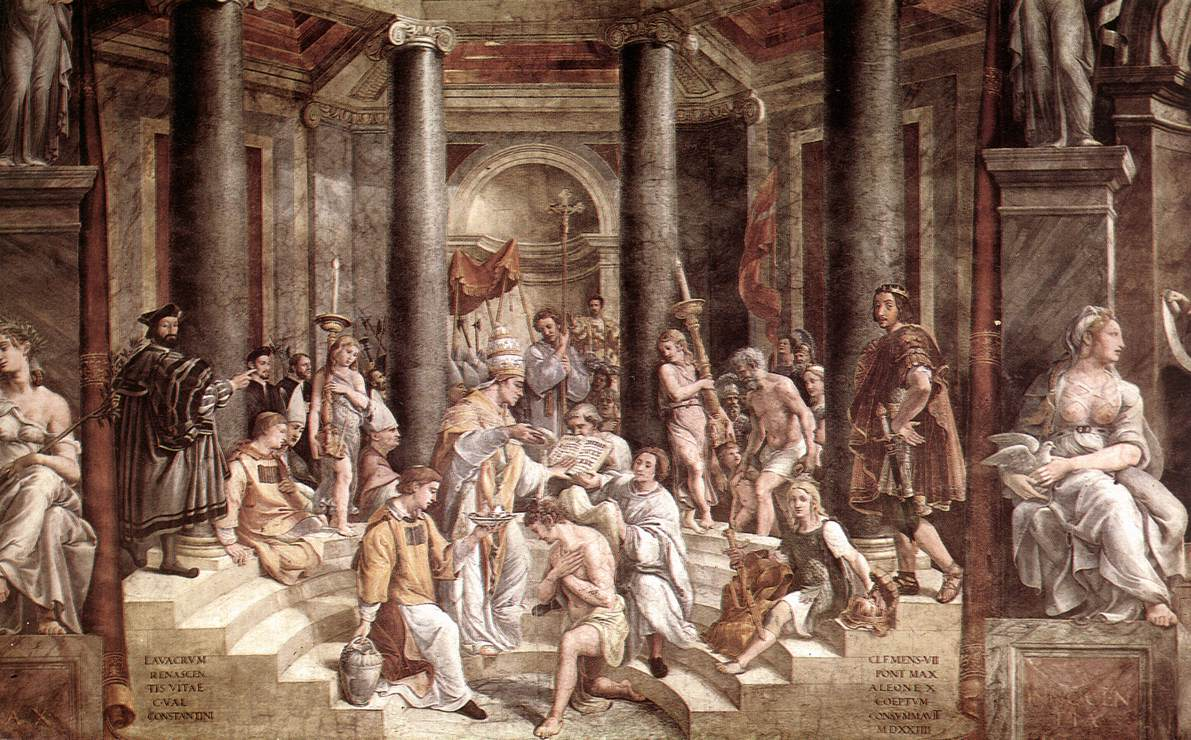
O Batismo de Constantino, por Rafael

Reviravolta de Constantino (em inglês: Constantinian shift) é o termo usado por teólogos de Igrejas anabatistas e outras correntes protestantes para descrever o período da história do cristianismo, que teria se iniciado com as relações entre o imperador romano Constantino I e os cristãos.
Esses críticos consideram que Constantino teria provocado uma "reviravolta", na qual o cristianismo seria manipulado pela elite e pelo Estado, e teria se tornado justificação religiosa para o exercício do poder.

## Críticas
Os defensores da “Reviravolta de Constantino” são criticados por atestar que o sincretismo religioso supostamente iniciado com a conversão de Constantino teria fundamento certas doutrinas cristãs, quando na realidade elas existiam antes dessa época (nos séculos I, II e III), especialmente como o uso do termo catolicismo, o papado, a guarda do domingo, confecção de ícones e o trinitarismo.  Teólogos católicos e ortodoxos sustentam, entre outras, que a "reviravolta de Constantino", é negada no Evangelho de Mateus, Capítulo 16, versículo 19, em que o próprio Jesus Cristo afirma que o mal nunca prevaleceria contra sua Igreja. O fato do imperador Teodósio I ter tornado o cristianismo a religião oficial do Império Romano, e mesmo assim após ordenar o massacre de Tessalônica, ter sido proibido de entrar em igrejas sem arrepender-se, é considerado um contra-aponto desta teoria.
Quanto à questão da religião cristã ter ser tornado a religião do Império Romano, é um fato histórico que em todas as tradições religiosas do mundo até o século XVII o poder político influía de alguma maneira no poder religioso predominante ou vice-versa. Nas tradições budistas, observa-se a teocracia do Tibete pelo Dalai Lama, que só terminou pela invasão chinesa do Tibete em 1959. Na tradição hebraica, esta prática é comum no Torah com Abraão, seguido pelo levita, e continuando até os saduceus. No islamismo o califado goza do estatuto de religião estatal em vários países até a atualidade, como Arábia Saudita, Paquistão e Irã.
Durante a própria Reforma Protestante, os príncipes alemães  e mais notavelmente o rei da Inglaterra Henrique VIII intervieram na Reforma.  Muitos países europeus foram e continuam tendo suas próprias Igrejas protestantes, por exemplo, a Igreja da Dinamarca, Igreja da Noruega e a Igreja da Islândia (igrejas protestantes que estão fora da comunhão com a Católica Romana e Ortodoxa Oriental), e também as igrejas anglicanas como a Igreja da Inglaterra e a Igreja Anglicana do Canadá.